# Dumeng Bezzola
Dumeng Bezzola-Rohr (ur. 13 stycznia 1868 w Zernez, zm. 8 stycznia 1936 w Pontresinie) – szwajcarski lekarz psychiatra.
Po nauce w szkole w rodzinnym mieście i gimnazjum w Winterthur, studiował medycynę na Uniwersytecie w Zurychu, w Genewie i Heidelbergu. Był uczniem Auguste'a Forela. Tytuł doktora medycyny otrzymał w 1894 roku. Następnie praktykował w Aarau jako lekarz asystent i od 1896 w klinice psychiatrycznej Waldhaus w Chur. Od 1901 do 1909 kierował kliniką dla alkoholików w Schloss Hard (gmina Ermatingen). Potem praktykował w Zuoz i St. Moritz, po 1912 kierował prywatną kliniką neurologiczną w Celerina/Schlarigna.
Był jednym z liderów ruchu antyalkoholowego w Szwajcarii.

## Wybrane prace
- Beiträge zur Histologie der fibrinösen Pneumonie. Berlin, 1894
- Beitrag zum Heilwerth der Psychotherapie. Allgemeine Zeitschrift für Psychiatrie 60, ss. 208-211 (1903)
- Zu den psychotherapeutischen Wirkungen des Hochgebirges. (Vortrag auf der X. ärztlichen Studienreise). Zeitschrift für Balneologie, Klimatologie und Kurort-Hygiene 3 (11), ss. 303-309 (1910/11)
- Elementar-Autanalyse (eine kritisch-methodologische Studie)[4]. (1918)
- Ein psychiatrischer Notfall in forensischer Beleuchtung. Festschr. H. Zangger 1, ss. 422-38 (1935)